# Trokajny (gmina Miłakowo)
Trokajny (niem. Gr. Trukainen) – wieś w Polsce położona w województwie warmińsko-mazurskim, w powiecie ostródzkim, w gminie Miłakowo. W roku 1973 wieś należała do powiatu morąskiego, gmina Miłakowo, poczta Włodowo.
W latach 1975–1998 miejscowość należała administracyjnie do województwa olsztyńskiego. Miejscowość leży w historycznym regionie Prus Górnych.
Wieś wzmiankowana w dokumentach z roku 1402 i 1408, jako wieś pruska na 12 włókach. Pierwotna nazwa wsi to Traykoyne. W roku 1782 we wsi odnotowano 13 domów (dymów), natomiast w 1858 w 14 gospodarstwach domowych było 83 mieszkańców. W latach 1937–39 było 92 mieszkańców.